# Cloud クラウド
『Cloud クラウド』は、2024年9月27日に公開された日本映画。監督・脚本は黒沢清、主演は菅田将暉。
転売で稼ぐ男の周囲で不審な出来事が相次いで起こり、それによって男の「日常」が破壊されていく姿を描く。

## キャスト

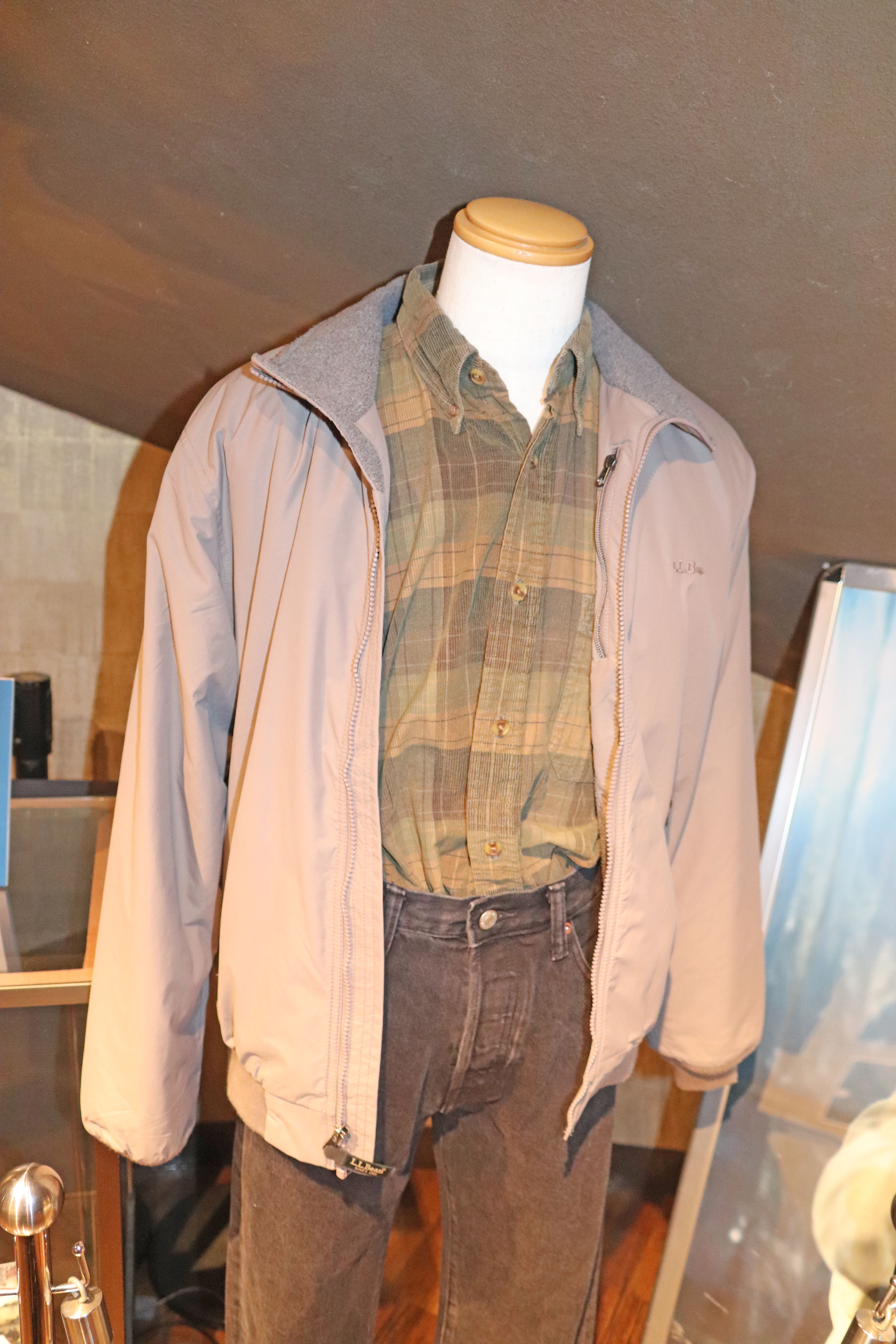
映画「Cloud」劇中使用　吉井役衣装（テアトル新宿）

吉井良介
演 - 菅田将暉
「ラーテル」のハンドルネームで稼いでいる転売屋の男。
秋子
演 - 古川琴音
吉井の恋人。
佐野
演 - 奥平大兼
吉井に雇われたバイト青年。
三宅
演 - 岡山天音
ネットカフェで生活する青年。
殿山宗一
演 - 赤堀雅秋
倒産の危機に見舞われた町工場の社長。
矢部
演 - 吉岡睦雄
三宅が出会う謎に包まれた男。
井上
演 - 三河悠冴
人生を見失った男。
殿山千鶴
演 - 山田真歩
殿山宗一の妻。
北条
演 - 矢柴俊博
警察官。吉井に疑いの目を向ける。
室田
演 - 森下能幸
下町の模型店の店主。
猟師
演 - 千葉哲也
役名不明
演 - 松重豊
滝本
演 - 荒川良々
吉井が勤務している工場の社長。
村岡
演 - 窪田正孝
吉井を転売業に誘った先輩。

## スタッフ
- 監督・脚本：黒沢清
- 音楽：渡邊琢磨[6]
- インスパイアソング：[Alexandros]「Boy Fearless」[7]
- 製作：永山雅也、太田和宏、臼井正人、松本拓也、五十嵐淳之[6]
- エグゼクティブプロデューサー：福家康孝、新井勝晴[6]
- プロデューサー：荒川優美、西宮由貴、飯塚信弘[6]
- 企画協力：石田雄治[6]
- 撮影：佐々木靖之[6]
- 照明：永田ひでのり[6]
- 美術：安宅紀史[6]
- 録音：渡辺真司[6]
- 装飾：松井今日子[6]
- 編集：髙橋幸一[6]
- 音響効果：柴崎憲治[6]
- スクリプター：柳沼由加里[6]
- 衣装：纐纈春樹[6]
- ヘアメイク：梅原さとこ[6]
- 助監督：海野敦[6]
- 制作担当：相良晶[6]
- 助成：文化庁文化芸術振興費補助金（日本映画製作支援事業）独立行政法人日本芸術文化振興会
- 制作プロダクション：日活、ジャンゴフィルム[8]
- 製作幹事・配給：日活、東京テアトル[2]
- 製作：「Cloud」製作委員会（日活、東京テアトル、USシネマ、読売テレビ放送、ムービーウォーカー）

## 映画祭・海外上映
- 第81回ヴェネツィア国際映画祭：アウト・オブ・コンペティション部門 ワールドプレミア上映[9]
- 第49回トロント国際映画祭：センターピース部門 北米プレミア上映[10]
- 第97回アカデミー賞：国際長編映画賞 日本代表作品[11]